# Fußball-Bundesliga/Rekorde/Hertha BSC
Der Artikel Fußball-Bundesliga/Rekorde/Hertha BSC listet die vereinsspezifischen Rekorde von Hertha BSC auf, die mit Bezug auf die Zugehörigkeit zur deutschen Fußball-Bundesliga gehalten werden.
Der Verein ist aktuell kein Bundesligist (Stand: Saison 2025/26).
Siehe auch: 

## Vorbemerkung
Es besteht eine Unterteilung zwischen Positiv- und Negativrekorden sowie vereinsinternen Bestmarken. Weitere Rekorde, die dem Verein nicht zuzuordnen sind, werden im Hauptartikel unter „Allgemein“ gelistet. Dort bestehen zudem die Rubriken „Trainerspezifische Rekorde“, „Schiedsrichterspezifische Rekorde“ sowie „Sonstige Rekorde“. Es besteht außerdem die Möglichkeit „In nächster Zeit möglicherweise fallende Bestmarken“ im unteren Bereich der Hauptseite festzuhalten, bzw. die neuen Rekorde an die passenden Stellen einzusortieren. Wenn möglich, wird zu einem Positivrekord auch der Negativrekord als Gegenstück gelistet (und andersrum). Die Liste erhebt keinen Anspruch auf Vollständigkeit.

## Hertha BSC
Aktuelle Platzierung in der Ewigen Tabelle der Fußball-Bundesliga: Platz 12 von 58 (Stand: 34. Spieltag 2024/25)

### Positivrekorde
- jüngster Spieler: Kennet Eichhorn, (16 Jahre, 14 Tage), gleichzeitig jüngster Spieler in der Geschichte der 2. Fußball-Bundesliga[2]

### Negativrekorde
- meiste Strafstöße in einer Saison nicht verwandelt: 6 (von 10 Versuchen, 1969/70, gemeinsam mit dem SC Freiburg, von 8 Versuchen, 1998/99)[3]

### Vereinsintern
- Rekordspieler: Pál Dárdai (286 Einsätze)[4]
- Rekordtorschütze: Michael Preetz (84 Tore)[5]
- jüngster Torschütze: Ibrahim Maza (17 Jahre und 184 Tage)[6]
- Trainer mit den meisten Siegen: Helmut Kronsbein (89, Stand: 28. Spieltag 2022/23)[7]
- meiste Siege in Folge: 5 (7. bis 11. Spieltag 2000/01)[8]
- meiste Saisontore eines Belgiers: 11 (Dodi Lukébakio, 2022/23)[9]
- erster südkoreanischer Spieler: Lee Dong-jun (beim 1:1-Unentschieden gegen den VfL Bochum, 21. Spieltag 2024/25)[10][11]
- ältester Trainer: Otto Rehhagel (73 Jahre und 270 Tage)[12]